# 燕子洞
燕子洞位于慈利县零阳镇东南的燕岩山腰，现位于慈利县烈士陵园之内。洞口北开，深约2.5公里，最开阔的地方约有10米宽8米高。据宋代王象之《舆地纪胜》，燕子洞"岩洞深广可容数千。岩后有石穴，秉烛而入，亦有明处，四周石乳融结，中有石如燕形，故名。"
清同治《直隶澧州志》记载，燕子岩内"有石田、石狮、石象等类。"山上曾有燕岩寺，已毁。1960年代建防空洞曾对洞内景观有一定破坏。洞口上楷书阴刻“燕子洞”三字。接近洞口处的"燕岩"二字古朴庄重，落款宋理宗端平元年（公元1234年）周如濂，是洞中年代最早的题刻。更深处有"白云深处"、"飞升处"等题字，以及诗句、游记等，为明清时期题刻。